# Kudianga Bayokisa
Nefertiti Ngudianza Bayokisa est née le 19 décembre 1971 à Nsundi Lutete dans le territoire de Luozi, au Kongo Central. Est une femme politique du Congo-Kinshasa. Elle occupe le poste de ministre du Commerce dans le gouvernement Matata II depuis le 8 décembre 2014. Actuellement la Sénatrice de la circonscription de la ville province du Kongo-Central et aussi elle est la rapporteure de chambre basse du parlement, le Sénat

## Biographie

### Formation
Elle étudiera la maternelle et le secondaire aux États-Unis.
De retour en République démocratique du Congo, elle obtient son diplôme d’État en section commerciale et administrative au Lycée Bosangani ex-sacré cœur. A ce jour, elle est licenciée en droit de l’Université de Kinshasa. Elle commence sa carrière professionnelle en 1999 après avoir passé dans un cabinet d’expertise pendant 6 mois à Kinshasa.
A la faveur de la mutation de son mari, le substitut du procureur en la personne du magistrat Kisula, Néfertiti Ndugianza va intégrer le barreau du Kongo. C’est en 2011 que la “maman du monde” tel que le surnomme ses fans, qu’elle va intégrer le barreau de Kinshasa/Gombe où elle exerce comme avocate. Elle preste ains au barreau de Kinshasa/Gombe et à celui du Kongo Central.
C’est en 2014, après avoir été dans la société civile qu’elle intègre la politique lorsque qu’elle est nommée ministre de commerce. En 2019, elle sera la seule femme élue sénatrice du Kongo Central. Elle est l’initiatrice de la fondation Ngudianza qu’elle a fondé en 2015 avec nombreuses réalisations notamment dans le domaine réhabilitation des routes, de dotation des kits scolaires et la distribution des médicaments,.

## Carrière politique

### Processus électoral
Néfertiti Ngudianza Kisula Bayokisa, est lea présidente de la formation politique  Congolais Acquis Au progrès (CAP), madame Néfertiti Ngudianza Kisula Bayokisa alias "Ndona ya Kongo-Central" a été élue sénatrice par les élus provinciaux de cette province du Kongo-Central,.
29 avril 2024, après une courte plénière à l’assemblée provinciale du Kongo-Central, elle était candidate à l’élection des gouverneurs lors des échéances passées et lors de ce scrutin organisé par la commission électorale nationale indépendante (CENI), Grâce Bilolo le ticket de l’Union Sacrée a été élu gouverneur de province,.

## Autres
Le 2 février 2025, elle fait une dans la ville du Matadi pour son identification à l’Assemblée provinciale du Kongo-Central, l’honorable Néfertiti Ngudianza Bayokisa, a officiellement installé, Profitant de sa descente à Matadi pour son identification à l’Assemblée provinciale du Kongo-Central, l’honorable Néfertiti Ngudianza Bayokisa, a officiellement installé, son parti politique Congolais Acquis au Progrès (CAP).
Le 27 septembre 2024,
Nefertiti Ngudianza Bayokisa Kisula, Rapporteure du bureau du Sénat a reçu, la délégation de l’ONU femmes RDC conduite par Catherine Odimba, représentante adjointe. Au menu de leur échange, l’implication de la rapporteure du Sénat dans la mise en place d’un projet pilote visant a mettre en exergue les réalisations des femmes ministres, sénatrices et députés.

### Perspective d'avenir
Néfertiti Ngudianza, envisage implanter le CAP sur l’ensemble de la province ainsi que d’autres provinces afin que ce parti politique soit une véritable force politique.

## Vie privée
Elle est la 6e d’une famille de 7 filles. Elle est mariée et mère des enfants. La sénatrice Ngudianza Néfertiti a entamé son cursus scolaire aux Etats-Unis où son père avait obtenu une bourse. 